# So wie du mich willst
So wie du mich willst (Originaltitel Celle que vous croyez, franz. für „Die, an die du glaubst“, internationaler Titel Who You Think I Am) ist ein französisches Filmdrama von Safy Nebbou, das am 10. Februar 2019 im Rahmen der 69. Internationalen Filmfestspiele Berlin seine Premiere feierte. In dem Film betätigt sich Juliette Binoche in der Hauptrolle von Claire Millaud als Catfish, eine Person, die im Internet vorgibt, jemand anderes zu sein.

## Handlung
Die 50 Jahre alte, sehr erfolgreiche Pariser Literaturprofessorin Claire Millaud möchte nach einer leidenschaftlichen Begegnung mit ihrem Lover Ludo Kontakt aufnehmen, gerät aber am Telefon an dessen Mitbewohner Alex, einen jungen Fotografen. Daraufhin legt sie sich ein Fake-Profil in den sozialen Netzwerken zu, demzufolge sie 24 Jahre alt und wunderschön ist. Als Avatar setzt sie die attraktive Clara Antunès ein und postet reale Fotos dieser Person. Sie beginnt einen Chat mit Alex, der etliche seiner Fotos gepostet hat. Schnell kommen sich die beiden virtuell näher; sie nimmt über ein sonst ungenutztes Smartphone schließlich telefonischen Kontakt zu Alex auf und schwebt zeitweise „im siebten Himmel“. Nach dem Besuch in einer Disco ruft Claire ihn an und es kommt zum Telefonsex. Sie versucht die Verbindung zu Alex geheim zu halten, nimmt aber ihr Zweithandy durchaus mit in die Uni bzw. telefoniert im Beisein ihrer Söhne. Es gibt mehrere Verabredungen zwischen ihr und Alex, denen sie aber letztlich immer ausweicht oder aber hofft, dass er sie real erkennt. Der Kontakt zwischen beiden reißt schließlich ab. Claire sucht nach den vergeblichen Versuchen, einander zu treffen, Ludo auf. Er schildert ihr, dass Alex sich durch einen Autounfall selbst getötet habe, aus Kummer über „eine Psychopathin, die er über Facebook kennt, die er aber nie gesehen hat“.
Der Film erzählt überwiegend aus Claires Perspektive und zeigt die sich aufbauende Zwanghaftigkeit der Telefonbeziehung und die Gespräche mit ihrer Therapeutin Catherine Bormans. Aus denen ergibt sich eine Verschiebung der Realität: Das Alter Ego Clara stellt sich als Claires Nichte heraus, die ihr Pflegekind war und mit ihrem Ex-Mann durchgebrannt ist. Die Therapeutin insistiert in den Sitzungen und fordert von Claire Wahrhaftigkeit, um sich von den Schuldgefühlen an Alex’ vermeintlichem Tod zu befreien. Die Literaturprofessorin übergibt ihr später ein Manuskript. In diesem schildert sie eine Wunschrealität: Sie spricht bei einer – für ihn zufällig wirkenden – Begegnung Alex an, der sich in sie verliebt und eine leidenschaftliche Beziehung mit ihr beginnt.
Claire hinterlässt ihm zuhause während eines Treffens in einem Café das Zweithandy, um sich von ihrem Alter Ego Clara zu befreien. Sie geht rückwärts aus dem Café und wird vor seinen Augen von einem Fahrzeug erfasst, vermutlich tödlich.
Es stellt sich jedoch heraus, dass Claire zur Behandlung einer psychischen Störung Patientin in einer Klinik ist.
Nach dem Lesen des Manuskripts macht sich die Therapeutin auf den Weg zu Ludo. Dieser erzählt ihr, dass er Claire durchschaut und ihr die Unwahrheit gesagt habe, und dass Alex nicht tot, sondern in Wahrheit fortgezogen und glücklicher Vater geworden ist. Damit löst sich die Schuldfrage, aber auch die Erzählungen Claires erscheinen in einem anderen Licht.
Die Therapeutin trifft sich mit Claire und überbringt ihr die Informationen über das wahre Schicksal von Alex. Claire scheint nun bereit zu sein, die Institution nach vielen Monaten wieder zu verlassen und in ihr altes Leben zurückzukehren.

## Produktion

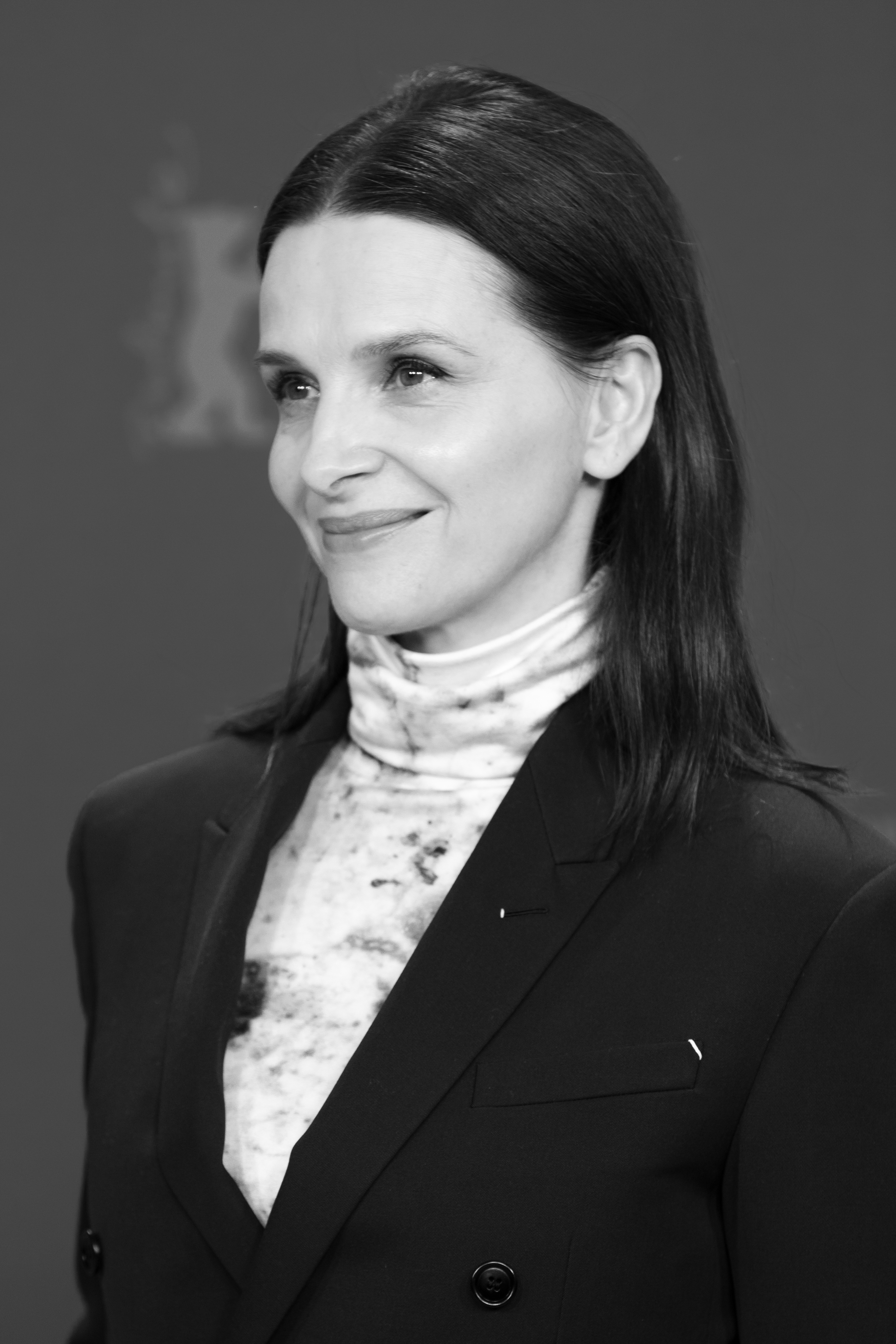
Juliette Binoche bei den Filmfestspielen in Berlin im Februar 2019

Der Film basiert auf einem gleichnamigen Roman von Camille Laurens aus dem Jahr 2016. Regie führte Safy Nebbou, der gemeinsam mit Julie Peyr den Roman adaptierte.
Juliette Binoche übernahm die Hauptrolle von Claire Millaud. Nicole Garcia ist in der Rolle ihrer Psychoanalytikerin Dr. Catherine Bormans zu sehen. François Civil spielt Alex Chelly, Guillaume Gouix ist in der Rolle von Ludo zu sehen, Marie-Ange Casta in der Rolle von Katia. Charles Berling spielt Gilles, Claires Exmann und Vater ihrer beiden Söhne.
Der Film entstand von Anfang an in enger Zusammenarbeit dem Set-Designer Cyril Gomez-Mathieu und Kameramann Gilles Porte, mit dem Nebbou erstmals 2016 in seinem Film Dans les forêts de Sibérie zusammengearbeitet hatte.
Die Filmmusik komponierte Ibrahim Maalouf, der selbst den Klavierpart übernahm. Kurz nach der Premiere des Films wurde der Soundtrack als Download veröffentlicht.
Die Weltpremiere erfolgte im Februar 2019 im Rahmen der Internationalen Filmfestspiele Berlin. Am 27. Februar 2019 kam der Film in die französischen und am 8. August 2019 in die deutschen Kinos.

## Rezeption

### Kritiken
Der Film konnte bislang 88 Prozent der Kritiker bei Rotten Tomatoes überzeugen.

### Auszeichnungen
European Film Festival Palić 2019
- Nominierung als Bester Film für den Golden Tower[9]

## Synchronisation
Die deutsche Synchronisation entstand nach einem Dialogbuch und der Dialogregie von Celine Fontanges im Auftrag der DMT – Digital Media Technologie GmbH, Hamburg.
| Darsteller       | Synchronsprecher     | Rolle                 |
| ---------------- | -------------------- | --------------------- |
| Juliette Binoche | Christin Marquitan   | Claire Millaud        |
| François Civil   | Patrick Stamme       | Alex Chelly           |
| Nicole Garcia    | Angela Stresemann    | Dr. Catherine Bormans |
| Charles Berling  | Burkhard Schmeer     | Gilles                |
| Guillaume Gouix  | Tobias Schmidt       | Ludovic Dalaux        |
| Jules Houplain   | Daniel Kirchberger   | Max                   |
| Pierre Giraud    | Hanns Jörg Krumpholz | Paul                  |
| Francis Leplay   | Konstantin Graudus   | Serge                 |
| Claude Perron    | Jantje Billker       | Solange               |
| Jules Gauzelin   | Milan Rönfeldt       | Tristan               |